# Любов от втори опит
Любов от втори опит (на турски: Aşk Yeniden, букв. превод: Отново любов) e турски сериал, премиерно излъчен през 2015 г.

## Излъчване
| Сезон | Сезон | Епизоди | Начало на сезона  | Край на сезона | Всички епизоди | ТВ сезон    | ТВ канал | Дата и час      |
| ----- | ----- | ------- | ----------------- | -------------- | -------------- | ----------- | -------- | --------------- |
|       | 1     | 19      | 10 февруари 2015  | 16 юни 2015    | 1 – 19         | 2015        | FOX      | вторник (20:00) |
|       | 2     | 40      | 15 септември 2015 | 14 юни 2016    | 20 – 59        | 2015 – 2016 | FOX      | вторник (20:00) |

## Излъчване в България
| Сезон | Сезон | Епизоди | Начало на сезона   | Край на сезона   | Всички епизоди | ТВ сезон       | ТВ канал | Дата и час                 |
| ----- | ----- | ------- | ------------------ | ---------------- | -------------- | -------------- | -------- | -------------------------- |
|       | 1     | 31      | 16 ноември 2018 г. | 4 януари 2019 г. | 1 – 31         | 2018 – 2019 г. | bTV      | всеки делничен ден (13:30) |
|       | 2     | 76      | 7 януари 2019 г.   | 23 април 2019 г. | 32 – 107       | 2019 г.        | bTV      | всеки делничен ден (13:30) |

## Актьорски състав
- Йозге Йозпиринчджи – Зейнеп Ташкън-Шекерджизаде
- Буура Гюлсой – Фатих Шекерджизаде
- Тамер Левент – Шевкет Ташкън
- Лале Башар – Мукадес Шекерджизаде
- Орхан Алкая – Фехми Шекерджизаде
- Назлъ Тосуноулу – Ядигер Ташкън-Гюнай
- Тюлин Орал – Гюлсюм Шекерджизаде
- Сема Кечик – Мерием Ташкън
- Джан Сипахи – Орхан Гюнай
- Нилай Дениз – Селин Шекерджизаде-Гюнай
- Есин Гюндогду – Айфер Сервермез
- Мерт Йонер – Джеват
- Тевфик Инджеоглу – Кемил
- Мерт Йоджал – Ертан Йълмаз
- Илкем Улугюн – Фадик Сервермез
- Емре Еркан – Мете
- Якуп Явру – Етхем
- Мазхар Алиджан Угур – Мустафа
- Тунджа Айдоган – Вахит
- Мирай Аковалъгил – Шазимент Сервермез
- Баръш Ялчън – Бирол
- Назлъхан Башак Илхан – Дилбер Сонсес
- Мурат Коджаджък – Хайдар
- Туна Арман – Мукадер
- Гюнай Севинч – Гюнай
- Гизем Денизджи – Тюркян
- Асена Гиришкен – Джансу
- Дидем Сойдан – Ирем Шенджан
- Фатма Каранфил – Хаджер
- Су Бурджу Язгъ Джошкун – Елиф Су Гюнай
- Касъм Яааъз Сайън/Муса Ийт Сайън – Селим Шекерджизаде

## В България
В България сериалът започва на 16 ноември 2018 г. по bTV и завършва на 4 януари 2019 г. На 7 януари започва втори сезон и завършва на 23 април. Дублажът е на студио Медиа Линк. Ролите се озвучават от Мина Костова, Нина Гавазова, Росен Русев, Светломир Радев и Петър Бонев.
На 10 май 2020 г. започва повторно излъчване по bTV Lady и завършва на 14 ноември. На 10 март 2021 г. започва ново повторение и завършва на 5 август.